# Јелица Ђокић
Јелица Ђокић (Београд, 5. јул 1949) филмска је монтажерка.

## Биографија
Јелица Ђокић је дипломирала Филмску и телевизијску монтажу 1975. године као први дипломирани монтажер на просторима Србије и Југославије. Будући да је још као студент добила награде Универзитета уметности као студент генерације на трећој и четвртој години студија, изабрана ја за асистента на Катедри за филмску и телевизијску монтажу 1976. године. Следе потом избори за доцента, ванредног професора и редовног професора.
Током своје дуге и богате педагошке каријере опробала са на свим годинама предмета Филмска монтажа, пратећи при томе развој филмског израза и филмске технологије. Настава је резултирала великим бројем успешних студентских вежби и семинарских радова. Годинама је помагала студентима филмског смера код израде заједничких филмских вежби. За своје филмове студенти су награђивани на фестивалима у земљи и иностранству. Била је ментор великом броју студената који су са успехом дипломирали на Катедри монтаже. Последњих година наставник је на завршној години студија монтаже (ранија четврта година, тренутно мастер студије монтаже). То је резултирало производњом великог броја ауторских кратких документарних филмова — приказиваних и награђиваних на филмским фестивалима у земљи и иностранству. Била је члан више комисија за одбрану магистарских радова и докторских дисертација.
Са доношењем новог Закона о високом образовању активно се укључила у процес припреме материјала за акредитацију студијских програма монтаже. Тако су успешно акредитоване Основне и Мастер студије Монтаже, најпре у режиму студија 3+2 а затим 4+1 година. Имала је и значајан допринос у припреми коначног изгледа материјала за акредитацију сви студијских програма Факултета и Факултета драмских уметности као високошколске установе.
Активно учествује у конципирању нове врсте студија на ФДУ — Докторским уметничким студијама. Била је ментор на изради и одбрани једног докторског уметничког пројекта на студијском програму докторских интердисциплинарних студија Дигитална уметност на Универзитету уметности, а тренутно је ментор двема студенткињама на докторским студијама.
Још од студентских дана, а касније као сарадник и наставник узима учешће у раду ван наставе на Катедри, Факултету и Универзитету. Као студент је члан Факултетског одбора студената а као сарадник и наставник активно ради на Катедри монтаже (неколико мандата је и Шеф катедре), Заједници ФТВ смера, Наставно-уметничком већу и Савету Факултета, Наставно-научном већу и Савету Универзитета уметности (неколико мандата). Тренутно је председавајућа Уметничког већа ФДУ. Добитник је, 2010. године, Велике плакете Универзитета уметности са повељом за изузетне заслуге и допринос развоју Факултета драмских уметности и Универзитета уметности.
Од 2009. године члан је Комисије за акредитацију и проверу квалитета у високом образовању, тренутно у другом мандату. Као члан поткомисије за уметност својим радом доприноси подизању квалитета у високом образовању уметника, како у студијским програмима тако и у високошколским установама.
Јелица Ђокић се већ од прве године студија монтаже укључује у професионални рад на филму и телевизији. 
За 42 године рада монтирала је: 
- 10 дугометражних играних филмова
- 10 телевизијских играних филмова
- 10 дугометражних документарних филмова
- 10 ТВ серија играних или документарних око 70 краткометражних филмова (играних или документарних)
- 50 телевизијских емисија различитог жанра (15-60 минута)
- 60 наменских филмова (наставних, образовних, рекламних)
- 40 анимираних филмова
- више десетина рекламних ТВ спотова, музичких спотова и трејлера за филмове.

Многи од ових филмова добили су значајне награде на фестивалима широм света.
Режирала је око 10 документарних и наменских филмова, за које је добила 4 ауторске награде на фестивалима.

## Награде
- Златна медаља за монтажу на Југословенском фестивалу документарног и краткометражног филма у Београду
- Кристална призма за креативну монтажу Академије филмске уметности и науке Југославије
- Златна мимоза за монтажу на Југословенском филмском фестивалу у Херцег Новом
- Повеља за допринос фестивалу на јубиларном 50. Југословенском фестивалу документарног и краткометражног филма у Београду
- Плакета Југословенске кинотеке за изузетан допринос филмској уметности поводом 60 година постојања Југословенске кинотеке.
- Награда за животно дело, Мартовски фестивал 2018, Београд[1]